# Brovkî-Perși, Andrușivka
Brovkî-Perși (în ucraineană Бровки-Перші) este localitatea de reședință a comunei Brovkî-Perși din raionul Andrușivka, regiunea Jîtomîr, Ucraina.

## Demografie
Componența lingvistică a localității Brovkî-Perși
     Ucraineană (95,94%)
     Rusă (3,95%)
     Alte limbi (0,1%)
Conform recensământului din 2001, majoritatea populației localității Brovkî-Perși era vorbitoare de ucraineană (95,94%), existând în minoritate și vorbitori de rusă (3,95%).